# 莊元辰
庄元辰（？—？），字起贞，號漢曉，晚號顽菴，別署兩曉山樵，学者称其为汉晓先生。浙江鄞县（今屬寧波市）人，明朝末年清朝初年学者、抗清志士。

## 生平
庄元辰為崇祯六年（1633年）癸酉科浙江鄉試第十名舉人，十年（1637年）丁丑科进士，被授予南京太常博士的官职，八年不曾遷官。弘光時，曾任刑部主事、员外郎、郎中，乞假歸鄉。
南京被清军攻破后，迎鲁王朱以海于天台（今浙江台州），授吏科给事中。升太常寺卿，兼吏科如故。经常以时事进谏，但大多不得采用。清军入浙江，莊元辰奔走于深山野林中，朝夕以泪洗面。因背上发疽，不得治而病逝。

## 著作
- 《因園集》
- 《山樵編》
- 《信水亭吟》

## 家族
曾祖庄贵，县尹；祖庄惠，州判；父庄执谦，巡检。

## 延伸阅读
[在维基数据编辑]
 《清史稿/卷500》，出自趙爾巽《清史稿》